# انجمن تصویرگران ایران

## پیشینه
تصویرگریِ کتاب در ایران به قرن‌ها پیش بازمی‌گردد اما تصویرگری نوین کتاب‌های کودک و نوجوان در این سرزمین عمری پنجاه‌ساله دارد. در این دوران، تلاش‌های تصویرسازان کتاب کودک از چنان گستردگی و توفیقی برخوردار بوده که در سایر رشته‌های هنری نظیرش را کمتر می‌توان یافت. فعالیت‌های کانون پرورش فکری کودکان و نوجوانان، انتشارات فرانکلین و چند ناشر بخش خصوصی، آغازی بر تصویرسازی نوین کتابِ کودکِ ایران بود و امروز با گسترش تولید و نشر کتاب کودک، مجموعه‌ای بزرگ از هنر تصویرسازی شکل گرفته و بر غنای تصویرسازی دنیا نیز افزوده‌است. در این سال‌ها، بزرگانی چون فرشید مثقالی، نورالدین زرین‌کلک، علی اکبر صادقی، نیکزاد نجومی، بهمن دادخواه، پرویز کلانتری و ده‌ها هنرمند دیگر، تعداد زیادی از کتب ویژهٔ کودک و نوجوان را مصور کرده‌اند. بر اثر تلاش هنرمندان تصویرگر، در سال‌های پس از انقلاب اسلامی، جریان تصویرگری کتاب کودک با نظم و سازمان‌دهی پیش رفت. برپایی نخستین نمایشگاه تصویرگران کتاب کودک در سال ۱۳۶۸ نشان داد که بسیاری از تصویرگران کتاب کودک، با ذهن‌ها و نگاه‌های متفاوت و گوناگون در جهت گسترش این هنر گام برمی‌دارند. برپایی دوبارهٔ این نمایشگاه در سطح آسیایی و سپس بین‌المللی (در سال‌های ۱۳۷۰ و ۱۳۷۲)، تصویرگری کتاب کودک را به جریانی مهم در صحنهٔ نشر و هنر ایران مبدل ساخت و نگاه‌های جهانی را به آن جلب کرد. برپایی نمایشگاه تصویرگران در سال‌های ۱۳۷۸ و ۱۳۸۱ ادامه یافت و سبب شد تا بسیاری از تصویرگران جوان، خلاق و نوگرا به عرصه نشر کشور وارد شوند. در همین سال‌ها ضرورت تشکیل نهادی صنفی برای توسعه فعالیت‌های مربوط به تصویرگری کتاب کودک، به تأسیس انجمن تصویرگران انجامید. این انجمن در ۱۵ دی‌ماه ۱۳۸۲ با مجوز شماره ۱۶۱۴۶ از وزارت فرهنگ و ارشاد اسلامی کار خود را به عنوان مؤسسه‌ای حرفه‌ای، غیرانتفاعی و غیردولتی آغاز کرد.

## اهداف انجمن تصویرگران ایران
کمک به توسعه و ارتقای سطح کیفی تصویرگری کتاب کودک به منظور دستیابی به آثار برگزیده و ارزندهٔ ملی و همچنین دفاع از حقوق مادی و معنوی تصویرگران و ایجاد شرایط مطلوب شغلی و حرفه‌ای و تأمین اجتماعی برای آنان.

## وظایف انجمن تصویرگران ایران
1. فراهم کردن مقدمات برگزاری نمایشگاه‌های تخصصی تصویرگری
2. تدوین و اجرای برنامه‌های آموزشی برای جذب تصویرگران جوان و بهره‌گیری از تجارب هنرمندان پیش‌گام
3. تلاش برای برگزاری سمینارهای علمی و فرهنگی و هنری در سطوح داخلی و بین‌المللی
4. انتشار آثار علمی و پژوهشی به منظور اطلاع‌رسانی و تقویت بنیه علمی دست‌اندرکاران تصویرگری
5. برپایی موزه آثار تصویرگران، راه‌اندازی کتابخانه تخصصی تصویرگری و ایجاد بانک اطلاعاتِ تصویرگری
6. تلاش برای دفاع از حقوق اعضا و استیفای حقوق مادی و معنوی آنان
7. تلاش در جهت فراهم کردن امکانات رفاهی برای اعضا

## ارکان انجمن
- هیئت مؤسس •مجمع عمومی • هیئت مدیره

هیئت مؤسس بعد از انجام تشریفات قانونی و تصویب اساسنامه و ثبت انجمن، کلیه حقوق خود را در اولین جلسه مجمع عمومی به مجمع واگذار نمود. مجمع عمومی به عنوان عالی‌ترین رکن انجمن، اجتماع رسمی اعضای انجمن را تشکیل می‌دهد که برای اداره امور، هیئت مدیره را از میان خود و برای مدت دو سال انتخاب می‌کند.

## اعضای انجمن
اعضای انجمن به سه گروه افتخاری (پیشکسوت)، پیوسته (حرفه‌ای) و وابسته (دانشجویی) تقسیم می‌شوند. پیشکسوتان، تصویرگران متقدم هستند که حضور آنان موجب افتخار انجمن خواهد بود. اعضای پیوسته، تصویرگرانی هستند که به‌صورت ممتد و مستمر به تصویرگری مشغولند و تمامی یا بخشی از درآمد خود را از این هنر به‌دست می‌آورند؛ عضویت آنان در شورای عضویت (این شورا متشکل از سه عضو پیشکسوت است که آثار اعضا را بازبینی می‌کنند) مطرح می‌شود و بعد از بررسی در گروه اعضای پیوسته (حرفه‌ای) قرار می‌گیرند. کلیه دانشجویان رشته‌های مرتبط با هنرهای تجسمی (نقاشی، گرافیک و …) و کسانی که به‌صورت غیر حرفه‌ای تصویرسازی می‌کنند، بعد از ارائه مدارک و بررسی توسط شورای عضویت، به عضویت در گروه اعضای وابسته (دانشجویی) درمی‌آیند.

## افتخارات اعضای انجمن
حدود هشتاد درصدِ تصویرگران حرفه‌ای ایران که تا امروز افتخارات فراوانی برای خود و کشور به دست آورده‌اند، عضو انجمن تصویرگران هستند. این افتخارات شامل کسب جایزه از معتبرترین مسابقات و جشنواره‌های بین‌المللی و داخلی است. برخی از این جشنواره‌ها عبارتند از: نمایشگاه تصویرسازی کتاب‌های درسی، شاهکارهای ادبی ایران، جشنواره براتیسلاوا، نوما(ژاپن)، بلگراد وَ کاتا(هندوستان).

## برخی فعالیت‌های انجمن از هنگام تأسیس تاکنون
- برگزاری نمایشگاه‌های ادواری (نکوداشت پیشکسوتان تصویرگری کتاب کودک)

تاکنون ده نمایشگاه از آثار تصویرگری مرتضی ممیز، بهرام خائف، ژانت میخائیلی و استادانی چون علی‌اکبر صادقی، نورالدین زرین‌کلک، نیره تقوی، بهزاد غریب‌پور، نسرین خسروی، فیروزه گل‌محمدی، مهرنوش معصومیان، محمدعلی بنی‌اسدی، ابوالفضل همتی‌آهویی، اکبر نیکان‌پور، غلامعلی مکتبی و بهمن دادخواه برگزار شده‌است.
- برپایی چند نمایشگاه سالانه از آثار اعضای انجمن.
- همکاری با نهادهای داخلی و خارجی برای برپایی نمایشگاه‌ها و کارگاه‌های آموزشی:

1. همکاری با نمایشگاه کتاب فرانکفورت برای برگزاری نمایشگاه و کارگاه تصویرسازی با حضور یک ناشر و یک تصویرگر آلمانی
2. همکاری با شورای فرهنگی بریتانیا برای برگزاری نمایشگاه گروه «مداد جادویی» و کارگاه تصویرسازی «سیمرغ عطار» با حضور تصویرگر بریتانیایی
3. همکاری با سازمان فرهنگی و هنری شهرداری تهران برای برپایی کارگاه تصویرسازی با موضوع عاشورا در دو گروه تصویرگران حرفه‌ای و دانشجو
4. همکاری با سازمان پژوهش و برنامه‌ریزی آموزشی در برگزاری نمایشگاه تصویرگری کتاب‌های درسی
5. همکاری با معاونت اجتماعی ناجا در برگزاری جشنواره تصویرگری «هنر و امنیت»
6. همکاری با خانه زنان هنرمند و شورای کتاب کودک در برگزاری نخستین جشنوارهٔ شاهکارهای ادبی ایران
7. همکاری با مؤسسه توسعه هنرهای تجسمی معاصر در برگزاری بخش تصویرسازی چهارمین جشنواره هنرهای تجسمی فجر

۸- برگزاری هفته تصویرگری سال ۱۳۹۰ در خانه هنرمندان ایران
۹-همکاری با سفارت ایتالیا در برگزاری کارگاه سه روزه مارکوپولو باحضور ۱۵ تصویرگر ایرانی
۱۰-همکاری با مؤسسهٔ آفرینش‌های هنری و مؤسسهٔ چاپ و انتشارات آستان قدس رضوی در برگزاری دومین دوسالانه تصویرگری نیایش
۱۱- همکاری با معاونت هنری وزارت ارشاد، در برگزاری ششمین دوسالانهٔ تصویرگری در سال ۹۲
۱۲- طراحی و برپایی غرفهٔ ایران در نمایشگاه بلونیای ۲۰۱۵
۱۳- برگزاری جشنوارهٔ ۱۷۰ سال کتابخوانی با هزار و یک شب" با همکاری مؤسسهٔ خانهٔ کتاب، در اسفند ۹۴
۱۴- برگزاری هفته تصویرگری سال ۱۳۹۵ در خانه هنرمندان ایران

## انتشارات انجمن
1. چهار دوره انتشار کارت‌پستال به‌مناسب سال نو
2. تدوین و انتشار مجله رویش (خبرنامه داخلی انجمن)

۳- انتشار کتاب سال تصویرگران از سال ۱۳۸۴ تاکنون (در بردارنده آثار تصویرگران به‌صورت یک کتاب دایرکتوری)

## کمیته‌های انجمن
انجمن تصویرگران کتاب کودک برای جلب مشارکت هنرمندان و ایجاد فضایی صمیمی و مبتنی بر شناخت مستقیم اعضا از مشکلات حرفه‌ای و فراهم آوردن فضای پرتحرک و غیر اداری، کمیته‌های انجمن را راه‌اندازی کرده‌است. این کمیته‌های مشارکتی برای برنامه‌ریزی و تعیین پروژه‌های انجمن و اجرای برنامه‌ها، با همکاری مدیریت انجمن تشکیل می‌شوند.
1. کمیته آموزش و پژوهش: تأسیس آموزشگاه تصویرگری، راه‌اندازی کلاس‌های تخصصی آموزش تصویرگری، جمع‌آوری پژوهش‌ها و پایان‌نامه‌های دانشجویی در خصوص تصویرسازی و برگزاری نشست‌های تخصصی تصویرگری
2. کمیته اسناد هنری: پیگیری تأسیس موزه و کتابخانه تخصصی تصویرگری
3. کمیته امور اعضا: راه‌اندازی صندوق وام و تعاونی مسکن و تلاش برای بیمه شدن و رفاه اعضای انجمن
4. کمیته انتشارات: برگزاری جلسات هیئت تحریریه نشریه برای انتشار مجله داخلی انجمن، برگزاری جلسات هیئت تحریریه وب‌سایت و پیگیری و انعکاس اخبار و فعالیت‌های مربوط به تصویرگری در رسانه‌ها و خبرگزاری‌ها
5. کمیته حقوقی: تدوین آیین‌نامه نظام حرفه‌ای و تلاش برای دفاع از حقوق اعضا و استیفای حقوق مادی و معنوی آنان
6. کمیته روابط بین‌الملل: شناسایی جشنواره‌ها و مسابقات تصویرگری، شناسایی مجامع بین‌المللی و ارتباط با مراکز آموزشی خارج از کشور